# Centrum (Štětín)
Centrum je městské sídliště ve středu polského města Štětína. Leží na levém břehu Odry a tvoří ho centrum města. Náleží k městské části Śródmieście. Celková katastrální výměra činí 1,03 km². Samosprávná městská část vznikla v roku 1990, její úřad sídlí ve středu města. Žije zde 16 364 obyvatel.

## Poloha
Na severu Centrum sousedí se sídlištěm Śródmieście-Północ, na východě se Starým Městem, na jihu s Novým Městem a na jihozápadě se sídlištěm Śródmieście-Zachód.

## Charakteristika
Charakteristické je hvězdné uspořádání ulic s Grunwaldovým náměstím ve tvaru hvězdy, pravděpodobně inspirovaným Pařížským náměstím Place Charles-de-Gaulle. Vedle starší zástavby v jádru Štětína se zde nacházejí také moderní výškové budovy i panelové sídliště. Dominantu městské části představuje mrakodrap Pazim na náměstí Rodła. Na území městské části se nachází také park Władysława Andersa. Vzhledem ke své poloze v rámci Štětína je Centrum administrativním, hospodářským a kulturním centrem, v němž tradičně sídlí řada úřadů a institucí, hned několik základních i středních škol. Městské sídliště Centrum představuje vzhledem ke své poloze ve středu Štětína významný dopravní uzel, do něhož směřuje řada nejen autobusových, ale i tramvajových linek městské hromadné dopravy.

## Pamětihodnosti
- Bazilika svatého Jana Křtitele
- Kostel Nejsvětějšího srdce Ježíšova
- Dům č. 34 v ulici Jacka Malczewskiego
- Budova pošty č. 1
- Palác Pomořanského zemstva
- Přístavní brána
- Vojenský hřbitov (dnešní park Władysława Andersa)
- Pomník Bartolomeo Colleoniho
- Pavilon Ústředny zásobování škol (Cezas)